# Belostoma bergi
Belostoma bergi – gatunek wodnego pluskwiaka z podrzędu różnoskrzydłych i rodziny Belostomatidae.

## Taksonomia
Gatunek ten opisany został w 1899 roku przez A. L. Montandona jako Zaitha bergi.

## Opis
Ciało 20 do 24 mm długie. Oczy mniej lub bardziej trójkątne, o zewnętrznym krawędziach prawie prostych. Owłosienie brzusznej strony odwłoka nie sięga wieczka płciowego lub sięga je nie pokrywając całkowicie connexivum.

## Rozprzestrzenienie
Neotropikalny gatunek wykazany z Argentyny, Paragwaju, Urugwaju, Peru oraz brazylijskich stanów São Paulo i Rio Grande do Sul.